# Микола Петро Лучок

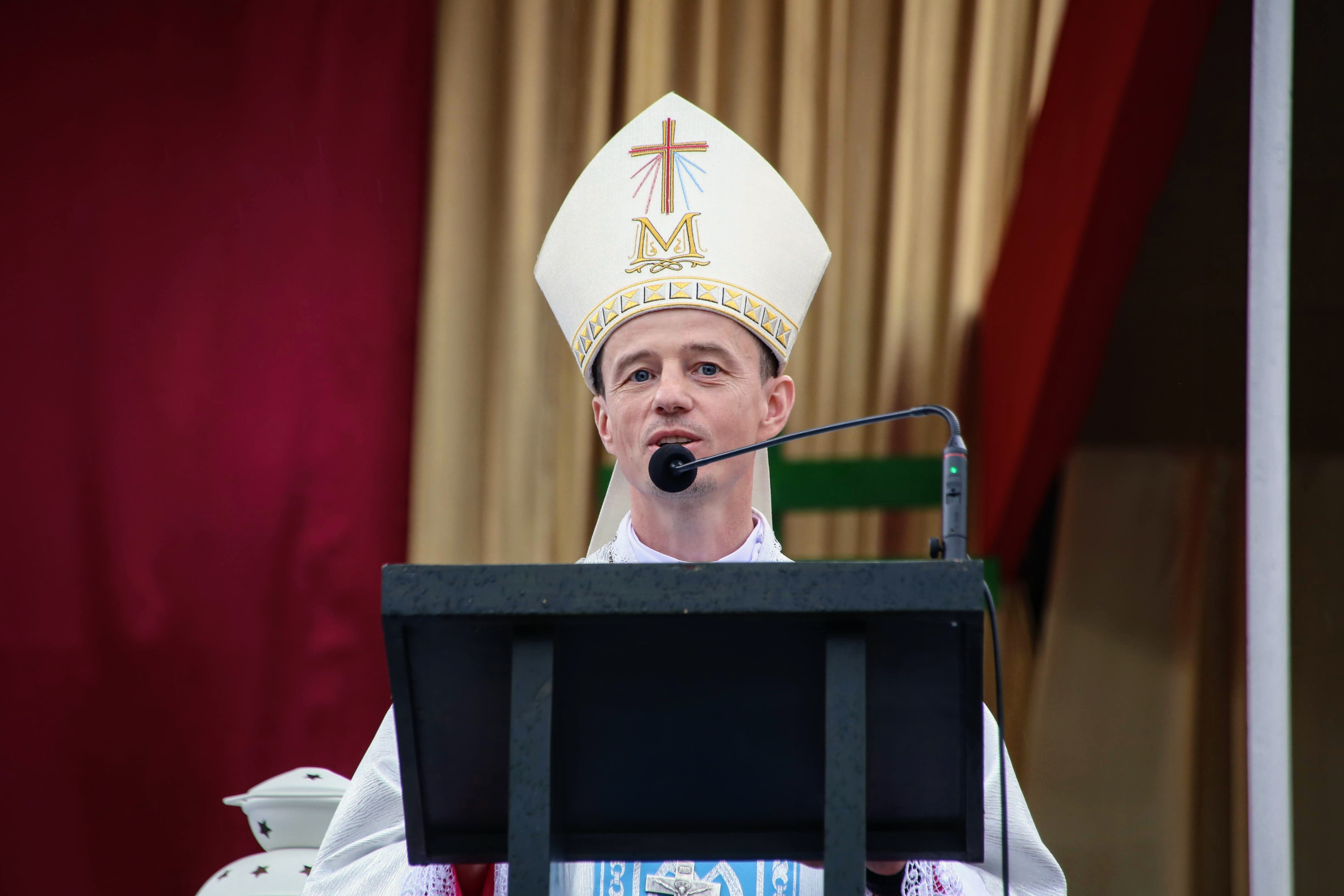

Микола Петро Лучок OP (нар. 26 березня 1974, Мукачево) — римо-католицький єпископ, домініканець, 7 жовтня 2023 року призначений єпископом Мукачівської дієцезії в Україні. Від 28 січня 2022 по 7 жовтня 2023 року був Апостольським адміністратором цієї дієцезії.

## Життєпис
Микола Петро Лучок народився 26 березня 1974 року в Мукачеві. У 1994 році вступив до Ордену Братів Проповідників, в якому 2000 року склав довічні обіти. Богословську освіту здобував у домініканській філософсько-богословській колегії в Кракові, Польща. Після священичого рукоположення, отриманого 24 червня 2003 року, отець Микола душпастирював у Ялті, Санкт-Петербурзі, Чорткові, Львові та Хмельницькому. У липні 2018 року став настоятелем спільноти у Львові.
Володіє українською, угорською, словацькою, російською, польською та англійською мовами.
Автор книг:
- «У пошуках істини» (Київ: «Кайрос», 2015, 2018; Львів: «Свічадо», 2016),
- «У пошуках людини» (Київ: «Кайрос», 2019),
- «У пошуках любові» (Київ: «Кайрос», 2020),
- «У пошуках Авторитету. Розмову вів Павел Козацький ОР» (Львів: «Видавництво Святого Павла», 2025).

## Єпископ
11 листопада 2019 року номінований єпископом-помічником Мукачівської дієцезії і титулярним єпископом Ґіру-Марцеллі. Єпископські свячення Миколи Лучка відбулися 10 грудня 2019 року в Мукачеві на Закарпатті.
28 січня 2022 року Папа Франциск прийняв зречення, подане преосвященним Анталом Майнеком, O.F.M., єпископом Мукачівської дієцезії Римо-Католицької Церкви в Україні і призначив Апостольським Адміністратором вакантного осідку ad nutum Sanctae Sedis (до відкликання Апостольською Столицею) єпископа-помічника Мукачівської дієцезії Миколу Лучка, O.P.
7 жовтня 2023 року Папа Франциск призначив єпископа Миколу Лучка правлячим єпископом Мукачівської дієцезії.
Інтронізація правлячого єпископа Мукачівської дієцезії Римо-Католицької Церкви в Україні єпископа Миколи Лучка відбулася 2 грудня 2023 року в мукачівському соборі святого Мартина.